# Härnösands län

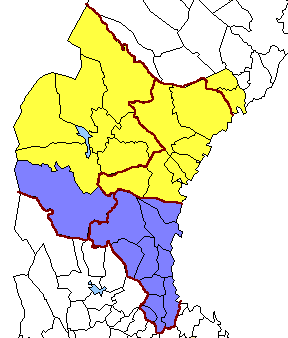
Västernorrland förr. Både gult och blått var Västernorrlands län, innan man delade upp det i Gävleborgs län(Blått) och Västernorrlands län(Gult). När Jämtlands län grundades fick det även Härjedalen. Dagens länsgränser kan ses i rött.

Härnösands län var ett län i Sverige 6 september 1645–13 mars 1654.
Härnösands län bildades ur Västernorrlands län, hade Härnösand som residensstad och bestod av Ångermanland, Medelpad och Jämtland. År 1654 slogs det återigen ihop med Hudiksvalls län till Västernorrlands län.

## Historik
Sveriges förvärv av Jämtland och Härjedalen genom freden i Brömsebro 1645 föranledde omreglering av den i enlighet med 1634 års regeringsform då bestående länsindelningen i Norrland. Ur Hudiksvalls län (Gästrikland, Hälsingland, Medelpad, Ångermanland) utbröts Medelpad och Ångermanland, vilka tillsammans med Jämtland fick bilda ett nytt län, Härnösands län. Det återstående och reducerade Hudiksvalls län utökades med Härjedalen. 
Ovannämnda nyindelning fastställdes i riksrådet den 15 september 1645. Därvid utsågs till landshövding Carl Hård, men då denne undanbad sig, blev den 9 oktober samma år Hans (Johan) Strijk utsedd till landshövding. Denne, som erhöll sin fullmakt av den 18 oktober, förestod länet till början av 1653. Han avled den 14 februari detta år, och redan den 29 januari 1653 hade till hans efterträdare utnämnts Anders Appelbom. Den sistnämndes landshövdingetid blev ej lång. Den 14 januari 1654 utfärdade drottning Kristina från Uppsala ett påbud om sammanslagning av Härnösands och Hudiksvalls län. Det i länsstyrelsens arkiv yngsta bevarade brevet, en skrivelse från krigskollegium till Appelbom, är daterat den 21 januari 1654. Sammanslagningen av de båda länen innebar, att Härnösands län inkorporerades i Hudiksvalls län, vilket senare alltså fortbestod, länets residens flyttades snart därpå till Gävle. 
Av korrespondensen att döma har landshövding Strijk i början av februari 1646 begivit sig till sitt län. I början av mars har han anlänt till Härnösand. Kort därefter, den 24 mars, meddelades vid sammanträde med Ångermanlands landsting, att landshövdingen skulle ha sitt residens i Härnösand. 

## Landshövdingar
- 1645–1653 – Hans Strijk
- 1653–1654 – Anders Appelbom

### Fotnoter
1. ↑  - World Statesmen
2. ↑  Edlund Lars-Erik, Frängsmyr Tore, red (1995). Norrländsk uppslagsbok: ett uppslagsverk på vetenskaplig grund om den norrländska regionen. Bd 3, [Lapp-Reens]. Umeå: Norrlands univ.-förl. sid. 253–255. Libris 1610873. ISBN 91-972484-1-X (inb.)
3. 1 2 3  Riksarkivet, NAD, Länsstyrelsens i Härnösands län arkiv